# Lizinka Sörensen
Sofia Elisabet (Lizinka) Sörensen, född af Ugglas 26 november 1847 i Stockholm, död 20 april 1924 i Stockholm, var en svensk friherrinna och målare.
Sörensen var dotter till Ludvig af Ugglas och friherrinnan Charlotta Antoinetta von Düben samt dotterdotter till Joakim Ulrik von Düben. Hon gifte sig med den norska grosshandlaren Niels Georg Sörensen. Hon fick i 20-årsåldern undervisning i måleri av Josef Wilhelm Wallander. Hennes konst består huvudsakligen av akvareller från trakterna av Forsmark i Uppland. Hon utgav 1891 boken Min hustrus dagbok. Sörensen är representerad vid Jernkontorets samlingar.